# ETOPS
ETOPS je ang. okrajšava za Extended range Twin Operations. To pravilo dovoljuje dvomotornim potniškim letalom kot so Airbus A300, A310, A320, A330 and A350, the Boeing 737, 757, 767, 777, 787, Embraer E-Jets, in ATR 72) da letijo dolge proge, ki so bile prej prepovedane za dvomotorna potniška letala. Izkušnje so pokazale, da so imeli reaktivni motorji 50-ih in 60-ih dosti manj okvar kot batni motorji tistega časa. Zato so dvignili "60-minutno pravilo", kar je pomenilo največ uro leta do najbližjega letališča z delovanjem samo enega motorja in uvedli t. i. ETOPS. Obstajajo različne kategorije ETOPS-a, npr. 180 minutni, ki dovoljuje največ tri ure leta z delovanjem samo enega motorja.
Slabost manjših ETOPS-ov npr. 120 minutnega je v tem, da mora letalo kdaj prilagoditi (podaljšati) ruto, tako da je vedno 120 minut od najbližjega letališča. Druga slabost, sicer redka, je v tem da mora v nekaterih primerih letalo nositi več goriva. Npr. let London-New York, če pride do odpovedi motorja ravno sredi Atlanika, ko je najbolj oddaljen od letališč. Letalo bo še naprej varno letelo na preostalem motorju, vendar se mora spustiti na manjšo višino, kjer je zrak bolj gost in je zračni upor večji, zato se poveča poraba goriva. Če pa letalo leti iz Londona v Los Angeles, tudi če pride do odpovedi sredi Atlantika bo letalo imelo dovolj goriva za let do najbližjega letališča, zato ni potrebno dodatno gorivo.
Da bi se letala kvalificirala za ETOPS, morajo biti posebej zasnovana in vzdrževana. Rezultat ETOPS-a je, da se danes v veliki večini uporabljajo dvomotorna letala, tako za kratke in dolge proge. Taka letala so bolj ekonomična kot štirimotorniki in trimotorniki podobnih dimenzij.
V prihodnosti se bo pojavil tudi 330 minutni ETOPS, ki bo omogočal dvomotornim letalom praktično neomejeno delovanje po vsem svetu. 

## Sklic in literatura
1. ↑  UK CAA defines ETOPS as "Extended range Twin Operations" »CAP789«. Arhivirano iz prvotnega spletišča (PDF) dne 23. septembra 2015. Pridobljeno 3. septembra 2013., EASA defines it as "Extended Range Operation with Two-Engine Aeroplanes" and ICAO as "Extended-range Twin-engine Operational Performance Standards"
2. ↑  FAA. »AC 120-42B page 1«. Arhivirano iz prvotnega spletišča (PDF) dne 9. februarja 2017. Pridobljeno 3. septembra 2013.